# Шомон (Јон)
Шомон (фр. Chaumont) насеље је и општина у источном делу централне Француске у региону Бургоња, у департману Јон која припада префектури Санс.
По подацима из 2011. године у општини је живело 606 становника, а густина насељености је износила 70,14 становника/km². Општина се простире на површини од 8,64 km². Налази се на средњој надморској висини од 58 метара (максималној 184 m, а минималној 54 m).

## Демографија
| 1962. | 1968. | 1975. | 1982. | 1990. | 1999. | 2011. |
| ----- | ----- | ----- | ----- | ----- | ----- | ----- |
| 243   | 273   | 306   | 313   | 552   | 551   | 606   |

График промене броја становника у току последњих година